# San Julián el Hospitalario (Piero della Francesca)
San Julián el Hospitalario es un fragmento de fresco de hacia 1454-1458 de Piero della Francesca, originalmente en la antigua iglesia de San Agustín (actualmente Santa Clara) en Sansepolcro, Toscana, y ahora en el Museo Cívico de esa ciudad junto con otras obras del artista como La resurrección de Cristo y San Luis de Tolosa.
La obra data del mismo período que La leyenda de la Vera Cruz, un ciclo de frescos sobre este tema para la Basílica de San Francisco de Arezzo, considerados la obra maestra del artista. Representa a San Julián el Hospitalario como un caballero desarmado vestido con una túnica roja sobre un traje verde contemporáneo. Las piernas, la cintura, las manos y un hombro del santo se perdieron durante el desprendimiento de la obra de su muro original.